# Curuxal
Curuxal (llamada oficialmente O Coruxal) es una aldea situada en la parroquia de Boimorto, del municipio español de Villamarín, en la provincia de Orense, Galicia.

## Toponimia
La aldea también es conocida por el nombre de O Curuxal.

## Demografía
| Gráfica de evolución demográfica de Curuxal entre 2000 y 2023 |
|                                                               |
| Datos según el nomenclátor publicado por el INE.              |